# Kerkhof van Audrehem
Audrehem Churchyard is een begraafplaats gelegen in de plaats Audrehem in het Franse departement  Pas-de-Calais. De militaire graven worden onderhouden door de Commonwealth War Graves Commission.
De begraafplaats telt 1 geïdentificeerd Gemenebest graf uit de Eerste Wereldoorlog.